# سنگ نگاره‌های دره مرادبیک
سنگ نگاره‌های دره مرادبیک مربوط به هزاره ۶ تا ۳ قبل از میلاد است و در شهرستان همدان، بخش مرکز ی، دهستان ابرو، روستای دره مرادبیک واقع شده و این اثر در تاریخ ۱۵ دی ۱۳۸۷ با شمارهٔ ثبت ۲۴۳۱۵ به‌عنوان یکی از آثار ملی ایران به ثبت رسیده‌است.